# Legmi
Il legmi (o lagmi; in Libia anche legbi e a Siwa lebgi) è una bevanda molto diffusa in Nordafrica, costituita dalla linfa della palma da dattero. Tale linfa consiste in un liquido molto zuccherino che può essere utilizzato fresco per diversi scopi, per esempio aggiunto ai cibi o al cuscus, oppure vi si può inzuppare il pane, ma dal momento che in breve tempo esso fermenta, il suo uso prevalente è sotto forma di bevanda alcoolica.
Il legmi viene estratto (soprattutto in primavera) praticando un'incisione sotto l'attaccatura delle fronde e lasciando colare la linfa in una pentola o altro recipiente. Se praticato come si deve, il prelievo della linfa non dovrebbe impedire alla pianta di continuare a produrre datteri.  In pratica, però si preferisce di solito troncare del tutto la sommità della palma, che quindi non è più in grado di produrre frutti e muore rapidamente. Per questo l'estrazione del legmi viene di solito effettuata su piante produttrici di datteri di scarsa qualità.
La bevanda è dolce prima della fermentazione e si beve come succo di frutta; poi fermenta naturalmente molto rapidamente (in poche ore) e diventa una bevanda alcolica di gusto acidulo.
Il consumo di legmi è vietato dai precetti islamici, e per questo anche la sua produzione viene spesso effettuata in modo semiclandestino. In certe zone, come ad esempio il sud della Tunisia, non è difficile procurarsene. Tra i centri di produzione più noti vi sono infatti le isole Kerkennah.
La parola legmi è di origine araba, ma è entrata anche in tutti i dialetti berberi, e nelle diverse regioni del Nordafrica ha subito a volte delle modificazioni. Segnalando la forma Tripolina lagbi, E. Griffini (1913: 306) ricorda un'etimologia popolare: lâga bî-ya "mi piace".

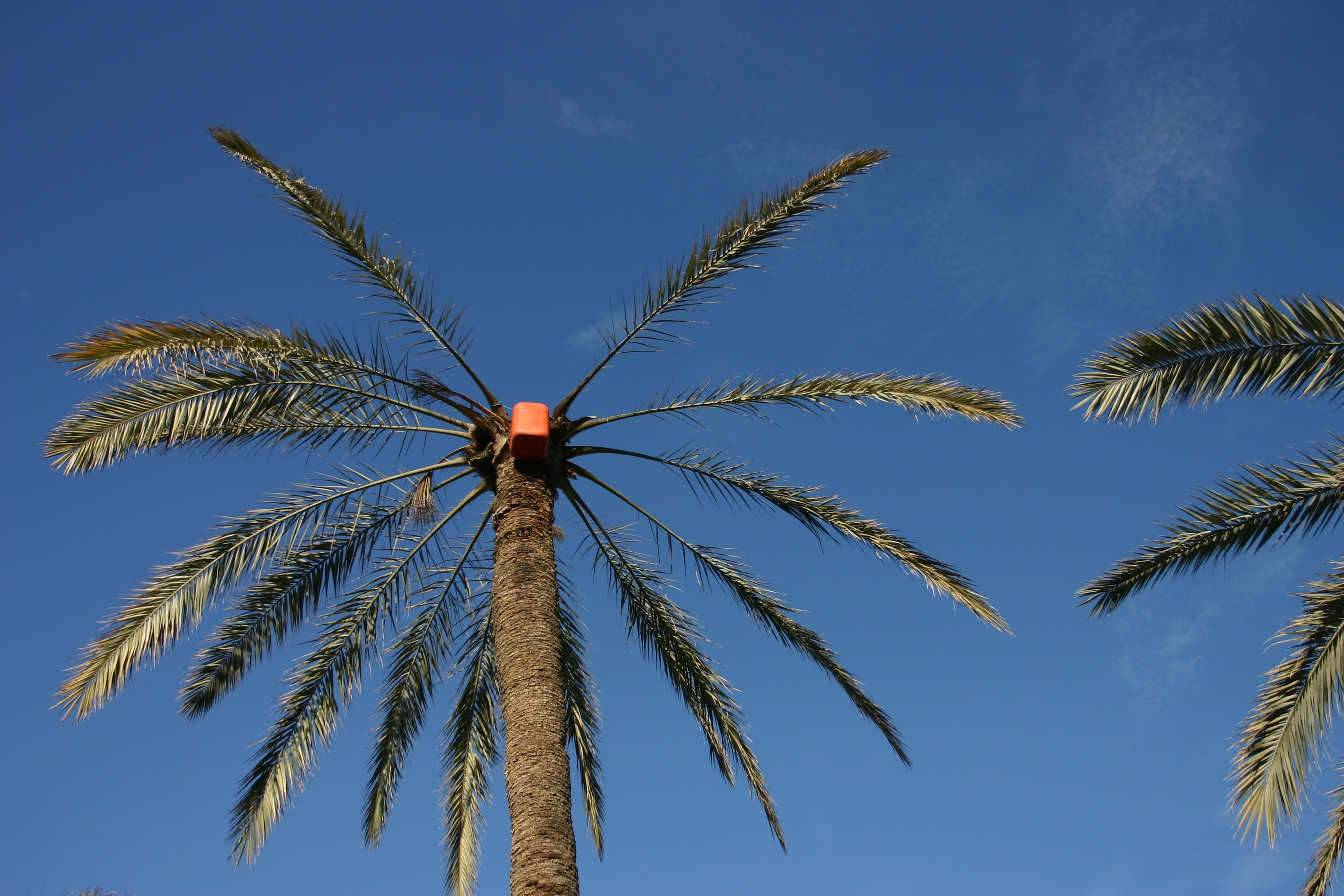
Una palma da cui si estrae la linfa, che viene fatta colare in un recipiente.
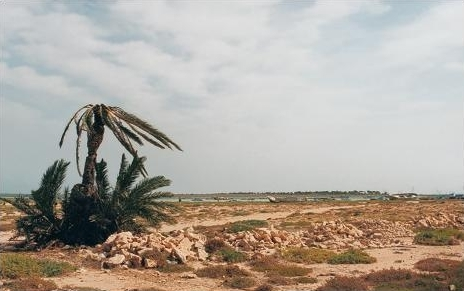
Una palma cui è stata estratta la linfa per dare il legmi
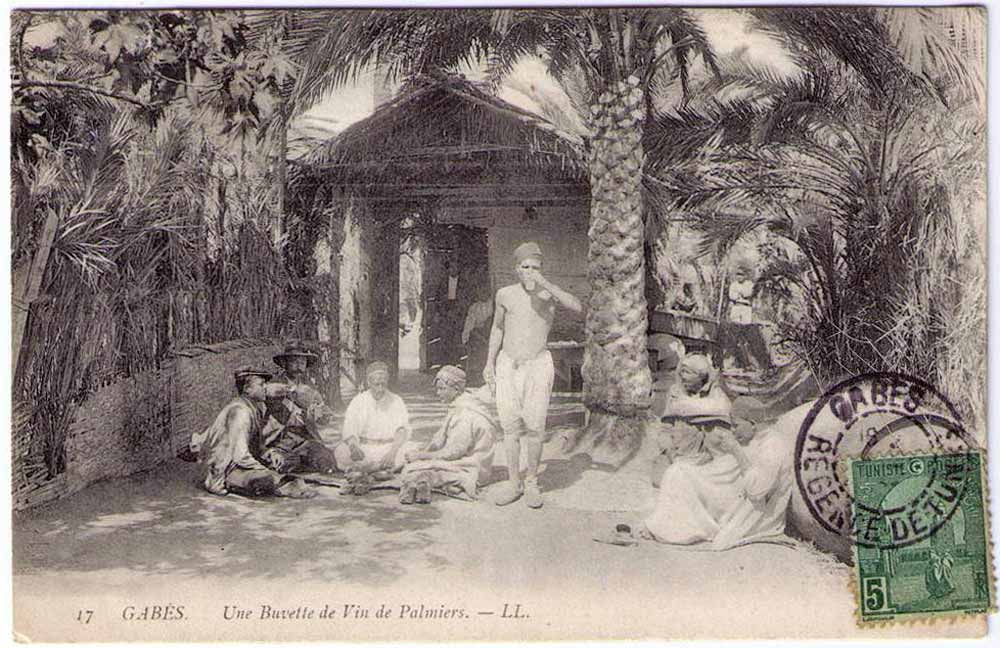
Una mescita di legmi a Gabès (intorno al 1900)